# ان‌آرتی
ان‌آرتی (کردی NRT TV) یک شبکۀ ‌تلویزیونی خبری است که در سال ۲۰۱۰ به زبان کردی شروع به فعالیت کرد. مقر آن در سلیمانیه کردستان عراق قرار دارد و برای مخاطبان خود در در اروپا و خاورمیانه برنامه پخش می‌کند.

## تاریخچه
شبکۀ ان‌آرتی در شرایطی تأُیس شد که تمام شبکه‌های تلوزیونی خبری به زبان کردی به احزاب تعلق داشتند. شرکت رسانه‌ای نالیا توسط شاسوار عبدالواحد با این هدف تأسیس شد که انحصار تولید محتوای تلویزیونی را از دست احزاب کردی به ویژه دو حزب دموکرات کردستان عراق و اتحادیۀ‌ میهنی کردستان خارج کند. شرکت رسانه‌ای نالیا با شعار «شجاعت، تعادل و حقیقت» تأسیس شد و در سال ۲۰۱۰ اقدام به تأسیس شبکۀ‌ تلویزیونی ان‌آرتی کرد. شاسوار عبدالواحد بعداً وارد مبارزات سیاسی شد و اقدام به راه‌اندازی جریانی به نام جنبش نسل نوین کرد و در حال حاضر تلویزیون ان‌آرتی مواضع این جبهه را منعکس می‌کند.